# Tlmače
Tlmače jsou město na jižním Slovensku, v Nitranském kraji.

## Poloha
Město se nachází na jihozápadním okraji Štiavnických vrchů, v severní části Podunajské pahorkatiny. Městem protéká řeka Hron, na které se nachází vodní nádrž Veľké Kozmálovce. Střed města má nadmořskou výšku 176 m n. m., a katastrální výměra činí 4,64 km². Městem prochází silnice I/76 a II/564 a železniční trať Nové Zámky – Zvolen.

### Části města
Město Tlmače se skládá z původní obce Tlmače na levém břehu Hronu a osady Lipník na pravém břehu Hronu. Dolní část Tlmače (původní) má 689 obyvatel, osada Lipník 3 375 obyvatel. Dne 27. září 1986 bylo rozhodnuto o sloučení obcí Tlmače, Velké Kozmálovce a Malé Kozmálovce do jedné obce – Tlmače. Dne 1. ledna 1986 byly Tlmače prohlášeny za město. O několik let později, konkrétně 10. června 1994, bylo rozhodnuto o oddělení obce Malé Kozmálovce od města Tlmače a 10. července 1994 o oddělení obce Velké Kozmálovce.

### Ulice a náměstí
Ve městě se nacházejí tyto ulice: Cintorínska, Československej armády, Dlhá, Francúzska, Kotlárska, Kozmálovská cesta, Krátka, Krížna, Levická cesta, Lipová, Mládežnícka, Mlynská, Nová, Potočná, Ružová, Slovanská, Stará, Školská, Tekovská cesta, Topoľová, Továrenská cesta, Viničná. A tři náměstí: Náměstí 1. máje, Náměstí odborů, Náměstí SNP.

## Historie
První písemná zmínka o městě je z roku 1075.

## Obyvatelstvo
3 823 obyvatel (823,92 obyv./km²)
| Celkový počet obyvatel | 3 823 (100%)   |
| Slováci                | 3 548 (92,80%) |
| Nezjištění             | 158 (4,13%)    |
| Maďaři                 | 59 (1,54%)     |
| Češi                   | 33 (0,86%)     |
| Romové                 | 12 (0,31%)     |
| Rusíni                 | 4 (0,10%)      |
| Ukrajinci              | 2 (0,05%)      |
| Němci                  | 2 (0,05%)      |
| Poláci                 | 2 (0,05%)      |
| Ostatní                | 2 (0,05%)      |
| Moravané               | 1 (0,02%)      |

## Kultura a zajímavosti
Tlmače vydávají městské noviny – Tlmačské echo.

### Hudba
V Tlmačích se několik let konal festival Tlmačská řeč.

### Stavby
- Areál slovanského hradiště Hrádze v lokalitě Festúnok (narušený a zničený vinicemi a necitlivou zástavbou)
- Bývalý vodní mlýn z 18. století, později přestavěný (dnes sídlo Technických služeb města)
- Římskokatolický kostel Panny Marie Sedmibolestné, vysvěcený v roce 1926
- Areál Slovenských energetických závodů, a.s.
- Architektura obytných a veřejných budov z období socialistického realismu v lokalitě sídliště Lipník
- Památník Slovenského národního povstání z 2. poloviny 20. století (obnovený v roce 2011)
- Římskokatolický kostel Nejsvětějšího Srdce Ježíšova, vysvěcený v roce 2012
- Památník Milana Rastislava Štefánika

## Vzdělávání
Ve městě jsou 2 mateřské školy (sídliště Lipník, Tlmače – dolní část), základní škola (sídliště Lipník), základní umělecká škola (Tlmače – dolní část) a střední odborná škola (sídliště Lipník), s externí vysokou školou – Slovenská technická univerzita v Bratislavě.

## Doprava
Ve městě není žádná veřejná doprava. Městem procházejí dvě hlavní silniční trasy, a to silnice I/76 a II/564. Dále městem prochází důležitá železniční trať Nové Zámky – Zvolen. Na místním nádraží, které je rovněž bez prodeje jízdenek, zastavují pouze osobní vlaky.

## Sport
Ve městě je několik sportovních klubů:
- Bowlingový klub Tlmače
- Automobilový klub Tlmače
- AK Tlmače (atletický klub)
- FMK Spartak (fotbalový klub)
- Klub přátel volejbalu
- KST Tlmače (Klub slovenských turistů)
- Vodácký klub Tlmače

## Partnerská města
- Saint-Just-en-Chaussée, Francie

## Galerie
- Vzpomínka na povodeň
- Železniční most
- řeka Hron
- Přehrada na řece Hron
- Ružová ulice
- Francúzska ulice
- Obytné domy na Mládežnícké ulici
- Park na Lipníku
- Náměstí 1. května
- Topoľová ulice